# L'accusa (film 1932)
L'accusa (Attorney for the Defense) è un film del 1932 diretto da Irving Cummings e interpretato da Edmund Lowe, Evelyn Brent e Constance Cummings.

## Trama
Burton, un ambizioso procuratore distrettuale che aveva fatto condannare un innocente sulla base di prove circostanziali, cerca di fare ammenda difendendo il figlio di quest'ultimo da una falsa accusa di omicidio, quand'ecco che un'ex-amante riemerge dal suo passato.